# Амок
А́мок (от малайск. amoq «впасть в слепую ярость и убивать») — психическое состояние, чаще всего определяемое в психиатрии как этноспецифический синдром, свойственный жителям Малайзии, Филиппин, Индонезии и близлежащих регионов, характеризующееся резким двигательным возбуждением (как правило, бег) и агрессивными действиями, беспричинным нападением на людей.
В немецком языке слово «Amok» получило расширенное значение и обозначает неистовую, слепую, немотивированную агрессию с человеческими жертвами или без них, вне каких-либо этнических или географических рамок.

## Определение
Согласно определению Американской психиатрической ассоциации, под амоком понимают «неспровоцированный эпизод поведения, грозящего убийствами, телесными повреждениями или разрушениями. После этого — амнезия и/или истощение. Часто сопровождается также саморазрушительным поведением, нанесением себе травм, вплоть до суицида».
По классификации DSM-IV-TR амок относится к категории нарушений контроля импульсов, в словаре культурно-обусловленных синдромов описывается как «диссоциативный эпизод, характеризующийся периодом погружённости в раздумья, разражающимся вспышкой насилия, агрессивного или смертоносного поведения, направленного на людей и предметы». Классификатор МКБ-10 содержит упоминание амока в приложении II, и описывается как «неизбирательный, казалось бы, ничем не спровоцированный эпизод смертоносного или сильно деструктивного поведения, с последующей амнезией или усталостью». В приложении также предлагается использовать код F68.8 (другие специфические расстройства зрелой личности и поведения у взрослых) для кодификации данного расстройства.
В российской психиатрической школе амок — психическое заболевание, одна из разновидностей сумеречного состояния сознания. Проявляется в виде приступов нарушения сознания, которые возникают внезапно или после некоторого периода расстройства настроения. Больной начинает метаться, бессмысленно уничтожая всё вокруг. По окончании приступа остаются смутные воспоминания о случившемся или же воспоминания вовсе отсутствуют. Амок как немотивированный приступ слепого агрессивного возбуждения, сходный с эпилептическим, используется в качестве синонима состояния неконтролируемого бешенства.
В Германии под амоком (нем. Amoklauf) понимают всякое массовое убийство (или даже его попытка), совершённое одиночкой в общественном месте с применением оружия, способного причинить смерть, и в течение ограниченного временного отрезка без периодов «эмоционального остывания» между убийствами.

## История понятия
Европейцев первым познакомил с амоком португальский путешественник Фернан Мендиш Пинту, побывавший в 1537—1559 годах в странах Южной и Юго-Восточной Азии, а в 1545 (по др. данным в 1547) году ставший свидетелем осады монского города Прома (совр. Пьи) армией бирманского короля Табиншветхи из династии Таунгу. В своей книге «Странствия», написанной в 1570-е годы, но опубликованной в Лиссабоне только в 1614 году, он рассказывает:

«Когда король Бирмы увидел, чего стоил ему первый штурм, он больше не пожелал подвергать людей своих опасности, а приказал соорудить из земли и стволов более десяти тысяч пальм, которые он велел срубить, кавальер настолько высокий, чтобы он почти на две сажени возвышался над стенами города. На этом кавальере установили восемьдесят тяжелых орудий, обстреливавших город в течение девяти дней, после чего от Прома или, во всяком случае, от большей его части, не осталось камня на камне... Поэтому {в Проме} был созван совет, чтобы решить, что надлежит предпринять в столь затруднительном положении; после того как самые влиятельные из собравшихся высказали свои мнения, было постановлено, что все умастятся маслом из светильников храма Киая Нивандела, бога войны с поля Витау, и, жертвуя собой, бросятся на кавальер и либо победят, либо, став амоками, погибнут, защищая своего малолетнего короля, ибо приносили присягу служить ему верой и правдой… После чего было решено, каким образом осуществить эту вылазку, и назначен начальником отряда дядя королевы по имени Маника Вотау, который, собрав имевшиеся пять тысяч человек, в ту же ночь, в час смены второй ночной вахты, выступил из ближайших к кавальеру ворот города и бросился в атаку так решительно, что меньше чем за час лагерь был приведен в полнейшее замешательство, кавальер взят приступом, восемьдесят пушек захвачены, король ранен, укрепления сожжены, рвы засыпаны, главнокомандующий Шемимбрун и пятнадцать тысяч солдат, включая шестьсот турок, убиты, сорок слонов захвачено, столько же убито и в плен взято восемьсот бирманцев. Так пять тысяч амоков сделали то, чего не достигли бы и сто тысяч других воинов, сколь бы мужественны они ни были…»
В XVIII—XIX веках понятие приобрело ещё более широкую известность благодаря другим европейским путешественникам, например капитану Куку, и в дальнейшем связывалось именно с малайско-индонезийской культурой.
Ещё к началу XX века считалось, что приступы амока случаются только в состоянии полного наркотического опьянения.
В словаре Мейера говорится:

«Амок (от яв. amoak — убивать) — варварский обычай среди некоторых малайских племён, например на острове Ява, состоящий в употреблении опиума вплоть до состояния бешенства. Опьянённые, вооружённые малайским кинжалом, бросаются на улицы и каждого встречного ранят или убивают до тех пор, пока они сами не будут убиты или, всё же, схвачены».
Оригинальный текст (нем.)«Amucklaufen (Amoklaufen, vom javan. Wort amoak, töten), eine barbarische Sitte unter mehreren malaiischen Volksstämmen, zum Beispiel auf Java, besteht darin, dass durch Genuss von Opium bis zur Raserei Berauschte, mit einem Kris (Dolch) bewaffnet, sich auf die Straßen stürzen und jeden, dem sie begegnen, verwunden oder töten, bis sie selbst getötet oder doch überwältigt werden.»
— Meyers Konversationslexikon, Vierte Auflage, 1885—1892
Эмиль Крепелин считал амок эпилептическим психозом, а Эйген Блейлер — психогенным психозом.

## Причины явления
В качестве одной из причин амока называется непереносимый стыд, связанный с изменой партнёра. Человек ощущает свою половую несостоятельность, боится подвергнуться насмешкам со стороны окружающих. Это чувство сменяется ненавистью к окружающим, проявляется компенсаторный механизм агрессивного поведения. Накопление агрессии приводит к её взрывному проявлению, которое может быть связано с причинением вреда большому количеству людей.
Наиболее яркое и драматичное художественное описание действий человека в этом состоянии можно прочесть в новелле «Амок» Стефана Цвейга (1922).

## Схожие синдромы
В приложении МКБ-10 перечислены следующие потенциально связанные с амоком синдромы:
- ahade idzi be (остров Новая Гвинея)
- benzi mazurazura (Южная Африка, среди шона и аффилированных групп)
- berserkergang (Скандинавия)
- cafard (Полинезия)
- colerina (Анды Боливии, Эквадора, Перу и Колумбии)
- hwa-byung (Корейский полуостров)
- iichʼaa (коренные народы юго-западной Америки)